# 50-а година (квартал на Истанбул)
„50-а година“ (на турски: 50. Yıl) е квартал на Истанбул, разположен в градска околия Султангази. Общата му площ е 1,1 км2. Според данни на Адресната система за регистриране на населението (ABPRS) към 2024 г. населението на „50-а година“ е 69 818 жители.